# Schmallenberg
Schmallenberg là một thị xã ở huyện Hochsauerland, bang Nordrhein-Westfalen, nước Đức. Đô thị Schmallenberg có diện tích 303 km².
Schmallenberg nằm giữa Sauerland (Rothaargebirge). Đô thị này có cự ly khoảng 25 km về phía nam Meschede, và 120 km so với Köln.

## Các khu vực dân cư

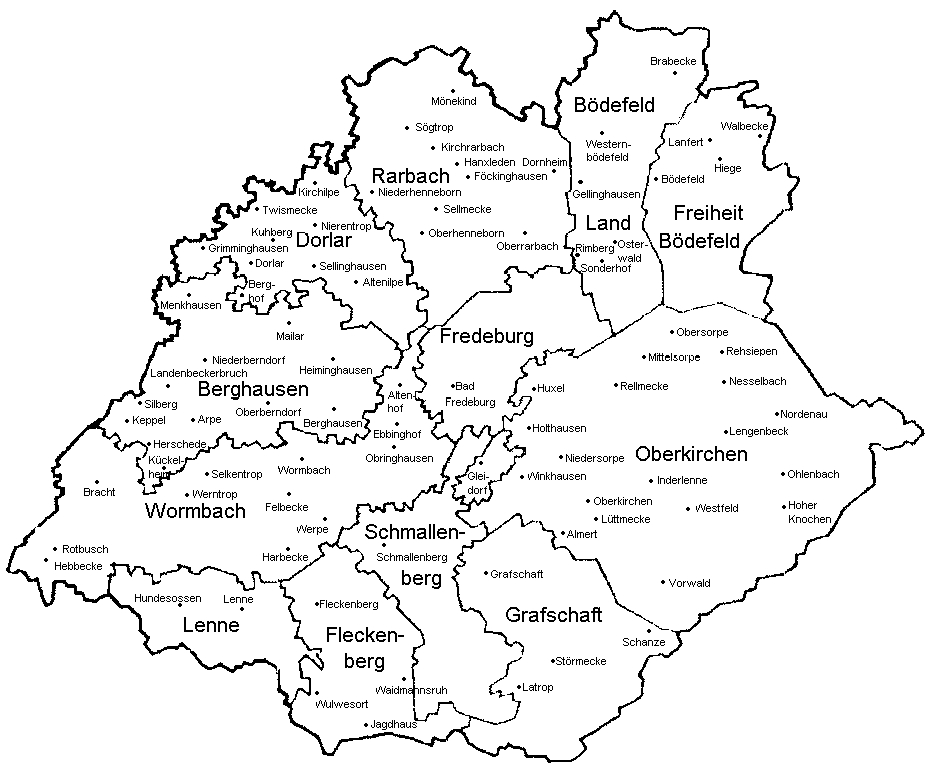
Các khu vực dân cư của Schmallenberg

| - Schmallenberg (trung tâm thành phố) - Almert - Altenhof - Altenilpe - Arpe - Bad Fredeburg - Berghausen - Berghof - Bödefeld - Brabecke - Bracht - Dorlar - Dornheim - Ebbinghof - Felbecke - Fleckenberg - Föckinghausen - Gellinghausen - Gleidorf - Grafschaft - Grimminghausen - Hanxleden - Harbecke - Hebbecke - Heiminghausen - Herschede - Hiege - Hoher Knochen | - Holthausen - Hundesossen - Huxel - Inderlenne - Jagdhaus - Keppel - Kirchilpe - Kirchrarbach - Kückelheim - Landenbeckerbruch - Lanfert - Latrop - Lengenbeck - Lenne - Mailar - Menkhausen - Mittelsorpe - Mönekind - Nesselbach - Niederberndorf - Niederhenneborn - Niedersorpe - Nierentrop - Nordenau - Oberberndorf - Oberhenneborn - Schmallenberg-Oberkirchen - Oberrarbach | - Obersorpe - Obringhausen - Westfeld-Ohlenbach - Osterwald - Rehsiepen - Rellmecke - Rimberg - Rotbusch - Schanze - Selkentrop - Sellinghausen - Sellmecke - Silberg - Sögtrop - Sonderhof - Störmecke - Twismecke - Vorwald - Waidmannsruh - Walbecke - Werntrop - Werpe - Westernbödefeld - Westfeld-Ohlenbach - Winkhausen - Wormbach - Wulwesort |

## Đô thị kết nghĩa
- Burgess Hill (Anh quốc)
- Wimereux (Pháp)